# Minx (série télévisée)
Pour les articles homonymes, voir Minx.
Minx est une série télévisée américaine en 18 épisodes d'environ 30 minutes créée et écrite par Ellen Rapoport. Sa première saison a été mise en ligne le 17 mars 2022 sur le service HBO Max, et sa deuxième saison est diffusée du 21 juillet au 8 septembre 2023 sur Starz.
En France, elle est diffusée depuis le 21 mars 2023 sur OCS. En Suisse, elle est diffusée depuis le 26 mars 2023 sur RTS Un.

## Synopsis
Dans les années 1970, une jeune féministe de Los Angeles (Ophelia Lovibond) s'associe à un éditeur véreux pour créer le premier magazine érotique féminin.

## Distribution
Sauf indication contraire, les informations mentionnées dans cette section peuvent être confirmées par les bases de données cinématographiques IMDb et Allociné,  présentes dans la section « Liens externes ».

### Principaux
- Ophelia Lovibond (VF : Edwige Lemoine) : Joyce Prigger
- Jake Johnson (VF : Jérémy Prévost) : Doug Renetti
- Jessica Lowe (VF : Cindy Lemineur) : Bambi
- Oscar Montoya (VF : Julien Debuys) : Richie
- Lennon Parham (en) (VF : Valérie Nosrée) : Shelly
- Idara Victor (VF : Fily Keita) : Tina
- Michael Angarano (VF : Hugo Brunswick) : Glenn (saison 1)

### Récurrents
- Sofia Gonzalez (VF : Alexandra Gosset) : Rita
- Rich Sommer (en) (VF : Bruno Magne) : Lenny
- Elizabeth Perkins (VF : Ariane Deviègue) : Constance (saison 2)

### Invités

#### Saison 1
- Taylor Zakhar Perez (VF : Jim Redler) : Shane Brody
- Stephen Tobolowsky (VF : Frédéric Cerdal) : Conrad Ross
- Amy Landecker (VF : Juliette Degenne) : la conseillère Bridget Wesbury
- Austin Nichols (VF : Pascal Nowak) : Billy Brunson
- Al Sapienza (VF : Bernard Bollet) : Vince
- Eric Edelstein (en) (VF : Pascal Casanova) : Willy
- Lesli Margherita (en) (VF : Brigitte Berges) : Francesca
- Olivia Rose Keegan (en) : Amber
- Samm Levine (VF : Jonathan Amram) : Franco
- Josh Stamberg : George
- Gillian Jacobs (VF : Laura Blanc) : Maggie
- Susan Walters (VF : Micky Sébastian) : Elayne
- Hope Davis (VF : Véronique Augereau) : Victoria Hartnett
- Allison Tolman : Wanda
- David Paymer (VF : Philippe Ariotti) : Myron

#### Saison 2
- Erik Griffin (en) : Chuck
- Josh Fadem (en) : Carl Sagan
- Joshua Gomez (VF : Guillaume Lebon) : Simon
- Samantha Sloyan : Joan Didion
- Melinda Page Hamilton : Doreen
- Chris Riggi : Dustin
- Robert Curtis Brown : Marshall
- Victor Webster : Charlie
- Cleo King : Evelyn
- Guy Burnet : Graham
- Ken Kirby (en) : Kevin
- Patrick Bristow : Walt

 Source et légende : version française (VF) sur RS Doublage et cartons télévisés du doublage français.

## Production
Le 5 avril 2022, la série est renouvelée pour une deuxième saison. Par contre le 12 décembre 2022, HBO Max annule la série pour raisons économiques et retirera la série de sa plateforme, alors qu'il ne restait qu'une semaine de tournage à la deuxième saison.
En janvier 2023, la série est récupérée par Starz. Starz annule la série le 4 janvier 2024.

## Épisodes

### Première saison (2022)
Composée de dix épisodes, elle a été mise en ligne le 17 mars 2022 sur le service HBO Max.
1. Pilot
2. Au Revoir, Le Double Dong
3. A Roll of Film, a 3-Iron & a Pearl Necklace
4. An Exciting New Chapter in the Annals of Erotica
5. Just Relaying News About a Wayward Snake
6. A Feminist with Frisson
7. God Save the Queen of Dicks
8. Oh, You're the Sun Now? Giver of Life?
9. We're Gonna Need More Tinsel
10. You Happened to Me

### Deuxième saison (2023)
La deuxième saison de huit épisodes est diffusée depuis le 21 juillet 2023 sur Starz.
1. The perils of being a wealthy widow
2. I thought the bed was gonna fly
3. It's okay to like it
4. Life, Liberty and the Pursuit of Sexiness
5. A stately pleasure dome decree
6. This is Our Zig
7. God Closes a Door, Opens a Glory Hole
8. Woman of the Hour